# Трипторелін
Трипторелін (англ. Triptorelin, лат. Triptorelinum) — синтетичний лікарський препарат, який за своєю хімічною будовою є поліпептидом та аналогом гонадотропін-рилізинг гормону, застосовується підшкірно і внутрішньом'язово. Трипторелін розроблений у лабораторії французької компанії «Beaufour Ipsen», та застосовується у клінічній практиці з 1989 року.

## Фармакологічні властивості
Механізм дії препарату полягає у блокуванні рецепторів гонадотропіну в передній долі гіпофізу, при цьому спочатку підвищується рівень статевих гормонів унаслідок короткотривалої стимуляції вивільнення лютеїнізуючого гормону та фолікулостимулюючого гормону, що при тривалому прийомі змінюється значним зниженням рівня статевих гормонів у крові до посткастраційних значень у чоловіків та постклімактеричних значень або значень після видалення яєчників у жінок.

### Фармакокінетика
Трипторелін швидко і добре розподіляється в організмі після підшкірного та внутрішньом'язового введення. Біодоступність препарату становить 38,8 % при внутрішньом'язовому застосуванні і 69 % при підшкірному введенні. Максимальна концентрація триптореліну в крові досягається протягом 1 години після введення препарату. Трипторелін не зв'язується з білками плазми крові. Препарат проникає через плацентарний бар'єр та в грудне молоко. Метаболізм триптореліну в людей не досліджений. Період напіввиведення триптореліну становить 6—9,2 години, і цей час може збільшуватися у осіб з печінковою або нирковою недостатністю.

## Покази до застосування
Трипторелін застосовується для лікування гормонозалежного раку простати, при ендометріозі (у тому числі екстрагенітальному), міомі матки, а також у комлексному лікуванні безпліддя під час екстракорпорального запліднення., при передчасному статевому дозріванні, та при парафілії. Триптопрорелін у деяких країнах застосовується для хімічної кастрації осіб, засуджених за сексуальні злочини.

## Побічна дія
При застосуванні триптореліну побічні ефекти спостерігаються нечасто, найчастіше спостерігаються приливи крові, зниження лібідо, підвищена пітливість, біль у молочних залозах, порушення сну, зниження мінералізації костей, остеопороз, головний біль, депресія, парестезії, нудота, артеріальна гіпертензія, підвищення рівня холестерину в крові, підвищення активності ферментів печінки в крові, місцеві реакції в місці ін'єкції; у чоловіків також гінекомастія та імпотенція, еректильна дисфункція, біль у кістках, затримка сечопуску; у жінок вагінальна сухість та кровотечі, біль у животі, гіпертрофія яєчників.

## Протипокази
Трипторелін протипоказаний при підвищеній чутливості до препарату, при вагітності та годуванні грудьми.

## Форми випуску
Трипторелін випускається у вигляді розчину для підшкірного застосування по 95,6 і 478,1 мкг; ліофілізату для приготування розчину або суспензії для підшкірного або внутрішньом'язового застосування по 100 мкг; 3, 75 мг і 11,25 мг.